# René Padilla
René Padilla (12. října 1932, Quito – 27. dubna 2021, Buenos Aires) byl ekvádorský baptistický teolog a misiolog; patřil k nejvýznamnějším latinskoamerickým evangelikálním teologům. Byl propagátorem „integrální misie“, kde jde evangelizace ruku v ruce se sociální pomocí. Byl jednou z klíčových postav Laussanského hnutí pro světovou evangelizaci.